# Thomas Jonigk
Thomas Jonigk est un écrivain, dramaturge et scénariste allemand né en 1966 à Eckernförde.

## Œuvres
Thomas Jonigk a publié en français, aux éditions Verdier, Jupiter (trad. Georges-Arthur Goldschmidt) et Quarante Jours (trad. Bernard Banoun).
Autres œuvres
- Thomas Jonigk, « Le Ciel dépeuplé », in Assises du roman, Paris, Bourgois, 2008, p. 39-40.
- Thomas Jonigk, « Tabou et transgression », in Le Roman, quelle invention !, Paris, Bourgois, 2008, p.375-378.
- Thomas Jonigk, « Sur Comment nous désirons de Carolin Emcke », in Libération, 19 décembre 2012

## Récompenses et distinctions
- Prix de la fondation des auteurs de Francfort (1993)
- Prix des Jeunes dramaturges de l'année (1995)
- Prix de l'Institut Goethe (1995)
- Drama-Logue Award (en), pour ses réalisations théâtrales (1997)
- Prix Amphi Université Lille-3-Charles-de-Gaulle 2003 pour la traduction française de Quarante Jours